# Schildknappe
Schildknappe es el nombre de una antigua familia noble de Baja Sajonia.

## Origen
Su origen es desconocido, pero se sabe de un tal Johhan von Schildknappe
(1399-1465) que vivió en Hamburgo, se sabe con certeza que en 1434 fue nombrado por patente el título de Freiherr en esta última ciudad.
La familia en 1500 paso a tener el título de barón.
Un miembro de la familia en 1530: Adam von Schildknappe (¿1500?-¿1567?) se estableció en Pomerania que se extinguió en la segunda mitad del siglo XVII con
Phillip Alexander von Schildknappe (1620-1668).
Sus miembros sirvieron en Hamburgo,Brunswick,Brandeburgo y Pomerania
como consejeros, militares,funcionarios y embajadores.

### Ramas

#### Rama Pomerana
Un miembro de la familia en 1530: Adam von Schildknappe (¿1500?-¿1567?) se establecido en Pomerania que se extinguió en la segunda mitad del siglo XVII con
Phillip Alexander von Schildknappe (1620-1668).

#### Rama Livona
Se cree que un miembro de la familia emigró a Livonia en el siglo XVI,
sus miembros fueron:
- Johhan Adam (1532-1598) comerciante.
- Phillip Friedrich (1568-1609)
- Adam Gustav (1599-1660) con él se extinguió la familia.
- Carl Alexander (1602-1664) contrajo nupcias con una mujer desconocida obteniendo descendencia sus hijos obtuvieron el apellido Schildknappewächter su hija Dorotea Ana (1645-1698) fue amante del conde palatino Carlos Gustavo del Palatiando-Zweibrücken.

## Miembros
- Friedrich Phillip von Schildknappe (1655-1720)